# Toxomantis sinensis
Toxomantis sinensis es una especie de mantis de la familia Toxoderidae.

## Distribución geográfica
Se encuentra en China.